# SC Comet Stettin
Der SC Comet Stettin war ein deutscher Sportverein aus dem im heutigen Polen gelegenen Stettin.

## Geschichte
Der Verein wurde 1912 gegründet und spielte im Baltischen Rasen- und Wintersport-Verband. 1925/26 gelang der Aufstieg in die Bezirksliga Stettin, damals eine der erstklassigen Ligen innerhalb des Bezirkes Pommern. 1929/30 stieg der Verein erneut in die Bezirksklasse Stettin auf und wurde Zweiter der Gruppe B, wodurch sich Comet Stettin für die Pommersche Fußballendrunde qualifizierte. Nach einem 2:1-Auswärtssieg im Viertelfinale scheiterte Comet Stettin im Halbfinale an den Stettiner FC Titania durch ein 2:8.  Der Bezirk Pommern löste sich 1930 vom Baltischen Sport-Verband und schloss sich dem Verband Brandenburgischer Ballspielvereine (VBB) an. Comet Stettin blieb bis 1933 erstklassig und erreichte Mittelfeldplatzierungen.
1933 wurde die Gauliga Pommern geschaffen. Für die erste Saison in dieser Gauliga qualifizierten sich unter anderem die fünf besten Mannschaften aus der Bezirksliga Stettin 1932/33. Da Comet Stettin dort den sechsten Platz erreichte, verpasste der Verein knapp die Gauliga und spielte in der nun zweitklassigen Bezirksliga. Doch bereits zur nächsten Saison gelang der Aufstieg in die erstklassige Gauliga. Nach einer schwachen Saison mit nur zwei Siegen und zehn Niederlagen musste Stettin jedoch bereits nach einem Jahr wieder absteigen. Bis 1945 gelang kein Wiederaufstieg mehr.
Nach dem Ende des Zweiten Weltkriegs wurde der SC Comet Stettin wie alle deutschen Sportvereine aufgelöst.

## Erfolge
- 1 Spielzeit in der Gauliga Pommern: 1934/35
- Qualifikation für die pommersche Fußballmeisterschaft: 1930
- 1 Spielzeit in der Handball-Gauliga Pommern: 1933/34